# Аньи (Наньчан)
Аньи́ (кит. упр. 安义, пиньинь Ānyì) — уезд городского округа Наньчан провинции Цзянси (КНР).

## История
Во времена империи Хань в 104 году был создан уезд Цзяньчан (建昌县). Во времена империи Сун он был в 1295 году поднят в статусе до Цзяньчанской области, однако во времена империи Мин область была в 1369 году вновь понижена в статусе до уезда. В 1518 году из уезда Цзяньчан был выделен уезда Аньи, названный так по находившейся на его территории волости Наньаньи (南安义乡).
После образования КНР был создан Специальный район Наньчан (南昌专区) и уезд вошёл в его состав. 8 декабря 1958 года власти Специального района Наньчан переехали из города Наньчан в уезд Ичунь, и Специальный район Наньчан был переименован в Специальный район Ичунь (宜春专区). В 1970 году Специальный район Ичунь был переименован в Округ Ичунь (宜春地区).
Постановлением Госсовета КНР от 27 июля 1983 года уезд Аньи был передан из состава округа Ичунь под юрисдикцию властей Наньчана.

## Административное деление
Уезд делится на 7 посёлков и 3 волости.